# 18707 Annchi
18707 Annchi este un asteroid din centura principală de asteroizi.

## Descriere
18707 Annchi este un asteroid din centura principală de asteroizi. A fost descoperit pe 21 aprilie 1998 la Socorro, New Mexico, în cadrul proiectului LINEAR. Asteroidul prezintă o orbită caracterizată de o semiaxă mare de 2,56 ua, o excentricitate de 0,19 și o înclinație de 6,8° în raport cu ecliptica.